# Untereisesheim

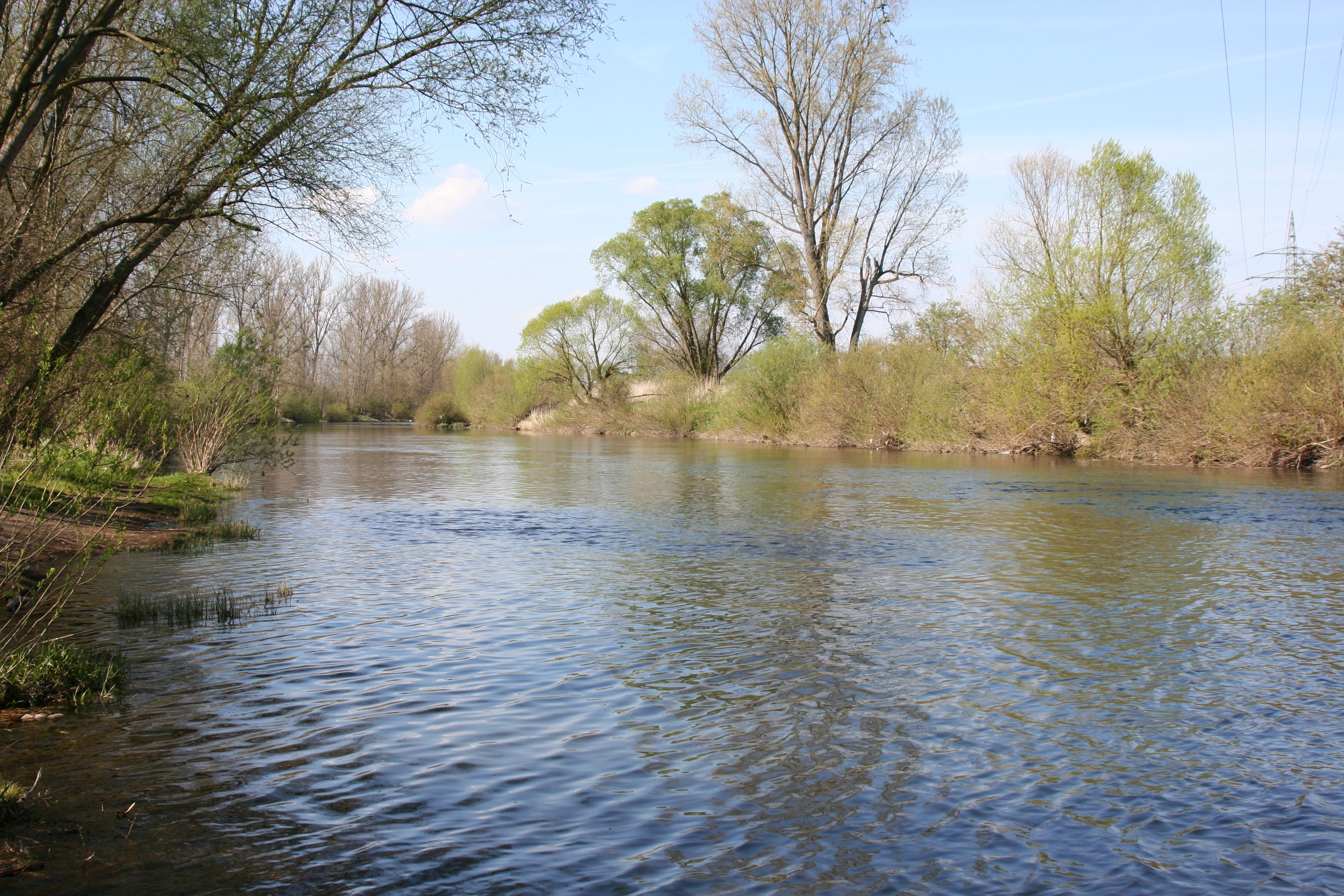
Der Neckar bei Untereisesheim

Untereisesheim ist eine Gemeinde im Landkreis Heilbronn in Baden-Württemberg.

## Geographie

### Lage
Untereisesheim liegt nördlich von Heilbronn am Neckar.

### Nachbarstädte
Die drei Nachbarstädte Untereisesheims sind (im Uhrzeigersinn, beginnend im Süden): Neckarsulm (mit dem Stadtteil Obereisesheim), Bad Wimpfen und Bad Friedrichshall. Alle gehören zum Landkreis Heilbronn. Mit Neckarsulm und Erlenbach ist Untereisesheim eine Vereinbarte Verwaltungsgemeinschaft eingegangen.

### Gemeindegliederung
Zu Untereisesheim gehören keine weiteren Ortsteile oder Orte im geographischen Sinne.

### Flächenaufteilung
Nach Daten des Statistischen Landesamtes, Stand 2014.

## Geschichte
Untereisesheim wurde 767 als Eisesheim im Lorscher Codex erstmals erwähnt. Während der Zeit der Stammesherzogtümer lag der Ort im Herzogtum Franken. 1243 wurden Herren von Eisesheim als Lehnsleute der Herren von Weinsberg genannt. Auf sie geht das heutige Gemeindewappen zurück. 1461 kauften die Herren von Lomersheim Untereisesheim. 1529 schlossen diese sich samt ihren Untertanen der Reformation an.
Im Dreißigjährigen Krieg fand am 6. Mai 1622 zwischen Bad Wimpfen, Biberach, Obereisesheim und Untereisesheim die Schlacht bei Wimpfen mit Tausenden von Toten statt. Unter anderem fiel auch der württembergische Herzog Magnus auf Seiten der evangelischen Unionstruppen. Die auf das 13. Jahrhundert datierte Wasserburg im Ort brannte während des Dreißigjährigen Krieges nieder und wurde einige Jahrzehnte später vollends abgebrochen. 1655 wurde der Ort an den Herzog von Württemberg verkauft.
Bei der Umsetzung der neuen Verwaltungsgliederung im 1806 gegründeten Königreich Württemberg wurde Untereisesheim dem Oberamt Heilbronn zugeordnet. Bei der Kreisreform während der NS-Zeit in Württemberg gelangte die Gemeinde 1938 zum neu gefassten Landkreis Heilbronn.
Noch 1925 wurden nur ca. 600 Einwohner gezählt, 1939 waren es 692 und Ende 1945 waren es 790.
1945 bis 1952 gehörte Untereisesheim zum Land Württemberg-Baden, das 1945 in der Amerikanischen Besatzungszone gegründet worden war. 1952 kam die Gemeinde zum neuen Bundesland Baden-Württemberg
Im Jahr 1959 gab es rund 1000 Einwohner. Mit der Errichtung von großflächigen Neubaugebieten ab ca. 1960 stieg die Bevölkerung signifikant an: 1973 zweitausend, 1985 dreitausend und 2005 schließlich viertausend Einwohner. In der Kommunalreform der 1970er-Jahre konnte Untereisesheim durch die Wahl von Karlheinz Weigelt zum Bürgermeister seine Selbstständigkeit bewahren.

## Religionen
Untereisesheim ist seit der Reformation traditionell evangelisch geprägt. Es gibt eine eigene evangelische Kirchengemeinde, ihre Pfarrkirche ist die Kunibert-Kirche. Für die katholischen Christen ist die Katholische Kirchengemeinde St. Dionysius in Neckarsulm zuständig. Seit 1992 gibt es im Ort mit der Kirche St. Franziskus auch ein katholisches Kirchengebäude.

## Politik

### Bürgermeister
Seit dem 15. September 2022 ist Christian Tretow (SPD) Bürgermeister. Er wurde am 10. Juli 2022 mit 88,2 Prozent der Stimmen zum gewählt. Er folgte Bernd Bordon (SPD) nach, der im März 2022 zum Bürgermeister von Ilsfeld gewählt wurde.
Bordon wurde erstmals am 25. März 2012 im zweiten Wahlgang mit 48,98 Prozent der Stimmen zum Bürgermeister gewählt. Seine Amtszeit begann am 1. Juni 2012. Am 8. März 2020 wurde Bordon mit 98,6 Prozent der Stimmen für eine zweite Amtszeit wiedergewählt. Die letzten Amtsjahre von Bordons Vorgängers Jens Uwe Bock waren von Auseinandersetzungen zwischen Bürgermeister und Gemeinderat geprägt. Bock hatte das Amt von 2004 bis 2012 bekleidet und bei der Wahl 2012 nur 6,2 Prozent der Stimmen erhalten.

### Gemeinderat

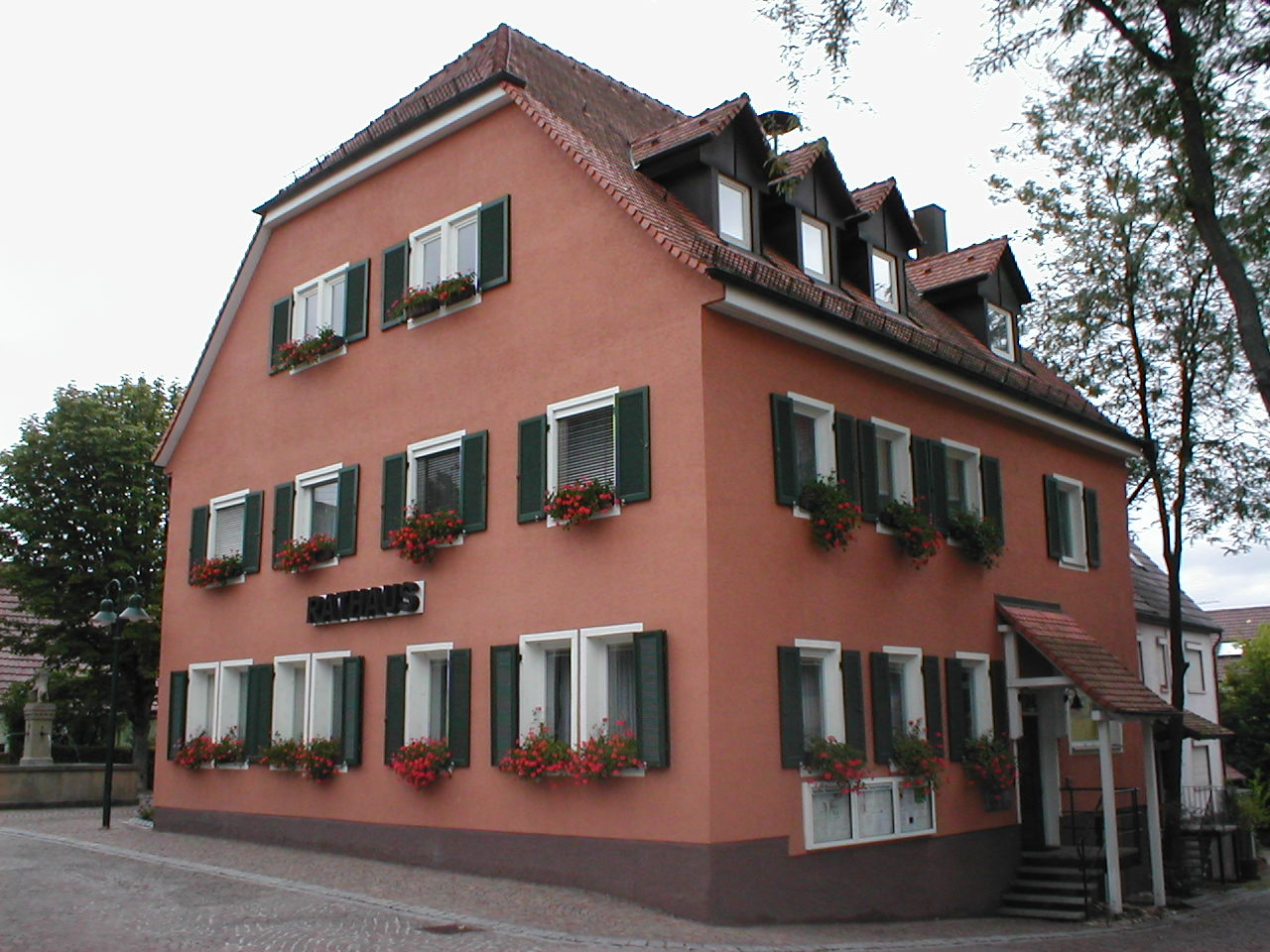
Rathaus in Untereisesheim

Der Gemeinderat in Untereisesheim besteht aus den 14 gewählten ehrenamtlichen Gemeinderäten und dem Bürgermeister als Vorsitzendem. Der Bürgermeister ist im Gemeinderat stimmberechtigt. 
Die Kommunalwahl am 9. Juni 2024 führte zu folgendem Endergebnis.
| Partei / Liste                          | Stimmenanteil | Sitze   | Ergebnis 2019 |
| --------------------------------------- | ------------- | ------- | ------------- |
| FWV                                     | 34,60 %       | 5       | 5 Sitze       |
| Unabhängige Bürger Untereisesheim (UBU) | 35,68 %       | 5       | 4 Sitze       |
| SPD                                     | 18,10 %       | 2       | 3 Sitze       |
| CDU                                     | 11,62 %       | 2       | 2 Sitze       |
| Wahlbeteiligung                         | 64,55 %       | 64,55 % | 63,5 %        |

### Wappen und Flagge

Wappen Untereisesheims

Die Blasonierung des Untereisesheimer Wappens lautet: In Schwarz zwei schräg gekreuzte silberne Hellebarden. Die Flagge der Gemeinde ist Weiß-Schwarz.
Die Untereisesheimer Dienstsiegel zeigten ab etwa 1820 im Wappenschild neben den drei württembergischen Hirschstangen ein Hufeisen, das wohl als redendes Wappen den Ortsnamen symbolisieren sollte. Auch auf dem Brunnen von 1865 vor dem Rathaus ist das Hufeisen als Ortswappen angebracht. Die württembergische Archivdirektion schlug der Gemeinde 1918 das neue Wappen vor, die es seit 1946 führt. Vorbild des Wappens ist ein Siegel des Wilhelm von Eisesheim von 1382. Wappen und Flagge wurden der Gemeinde am 4. März 1963 vom baden-württembergischen Innenministerium verliehen.

### Partnergemeinde
Partnergemeinde Untereisesheims ist seit 1995 die Gemeinde Durtal im Département Maine-et-Loire, Frankreich.

## Kultur und Sehenswürdigkeiten

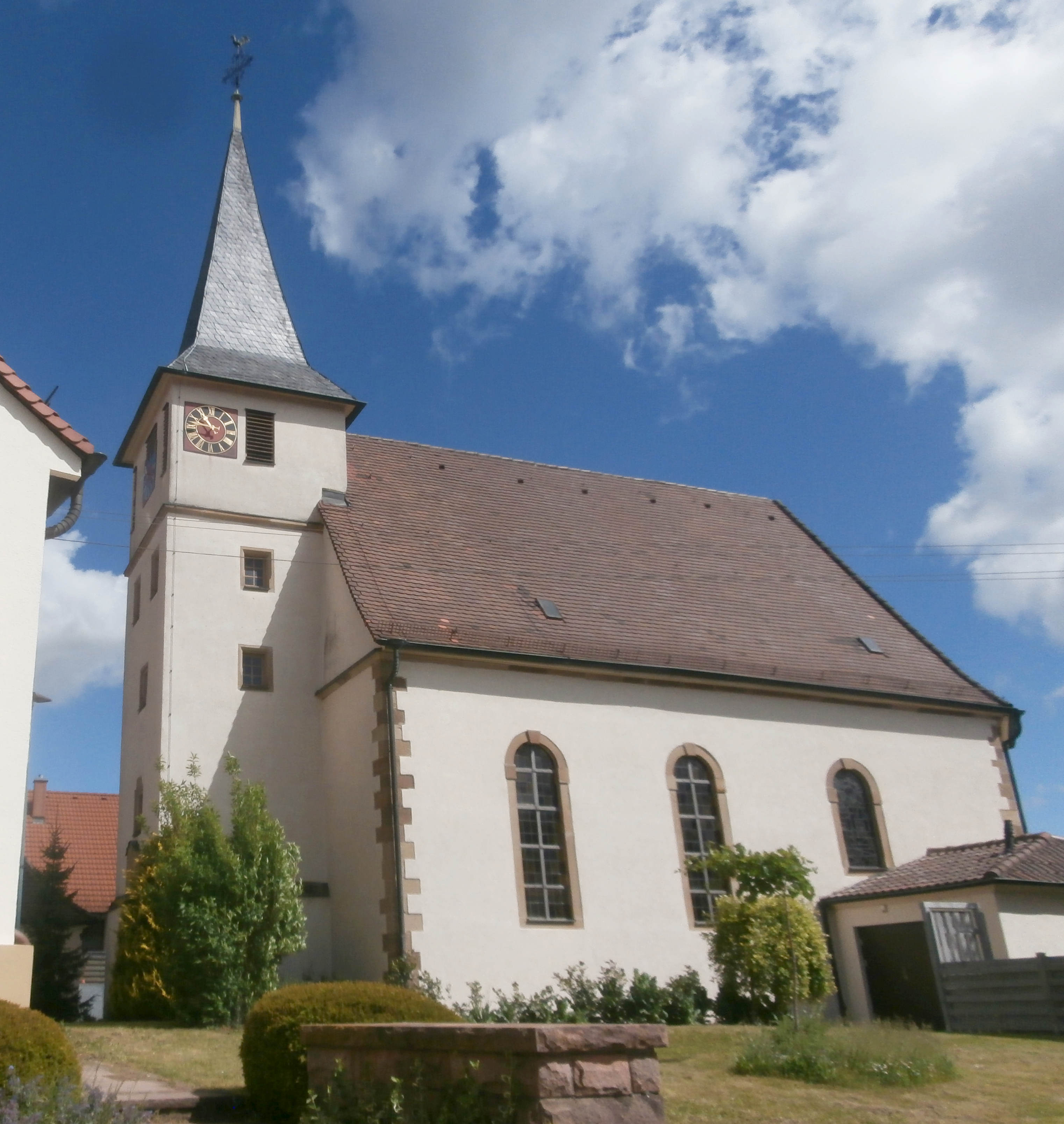
Kunibert-Kirche

### Bauwerke
- Die evangelische Kunibert-Kirche ist seit dem späten Mittelalter urkundlich belegt. Ihr Turm stammt von 1561, das Kirchenschiff wurde 1738 neu errichtet. Die Kunstschätze der schlichten Kirche sind einige historische Grabplatten der Herren von Lomersheim sowie ein schmuckvolles neuzeitliches Altarfenster. Das benachbarte Pfarrhaus wurde 1771 neu errichtet.
- Die katholische Kirche St. Franziskus am Kelterplatz wurde 1992 erbaut. Am Kelterplatz befinden sich außerdem ein Figurenbrunnen von Karl-Ulrich Nuss und die im Jahr 2000 aufgestellte Stahlskulptur Kleine Europa des Künstlers Wolfgang Thiel.[12]
- Das Rathaus entstand in seiner heutigen Form im Zuge des Wiederaufbaus nach dem Zweiten Weltkrieg. Der Dorfbrunnen beim Rathaus wurde 1865 errichtet und seitdem mehrfach erneuert.
- Das Schulhaus wurde 1936 erbaut, 1952/53 baulich erweitert und später um einen Neubau ergänzt. Das älteste Schulhaus des Ortes hatte sich einst hinter der Kirche befunden. Seit Mitte des 19. Jahrhunderts bis zum Bau des heutigen Schulhauses war die Schule im Rathaus untergebracht.
- Das Kriegerdenkmal auf dem Friedhof zeigt die Namen der Gefallenen von 1914 bis 1918 und wurde nach 1945 um die Namen der Gefallenen und Vermissten 1939 bis 1945 ergänzt.

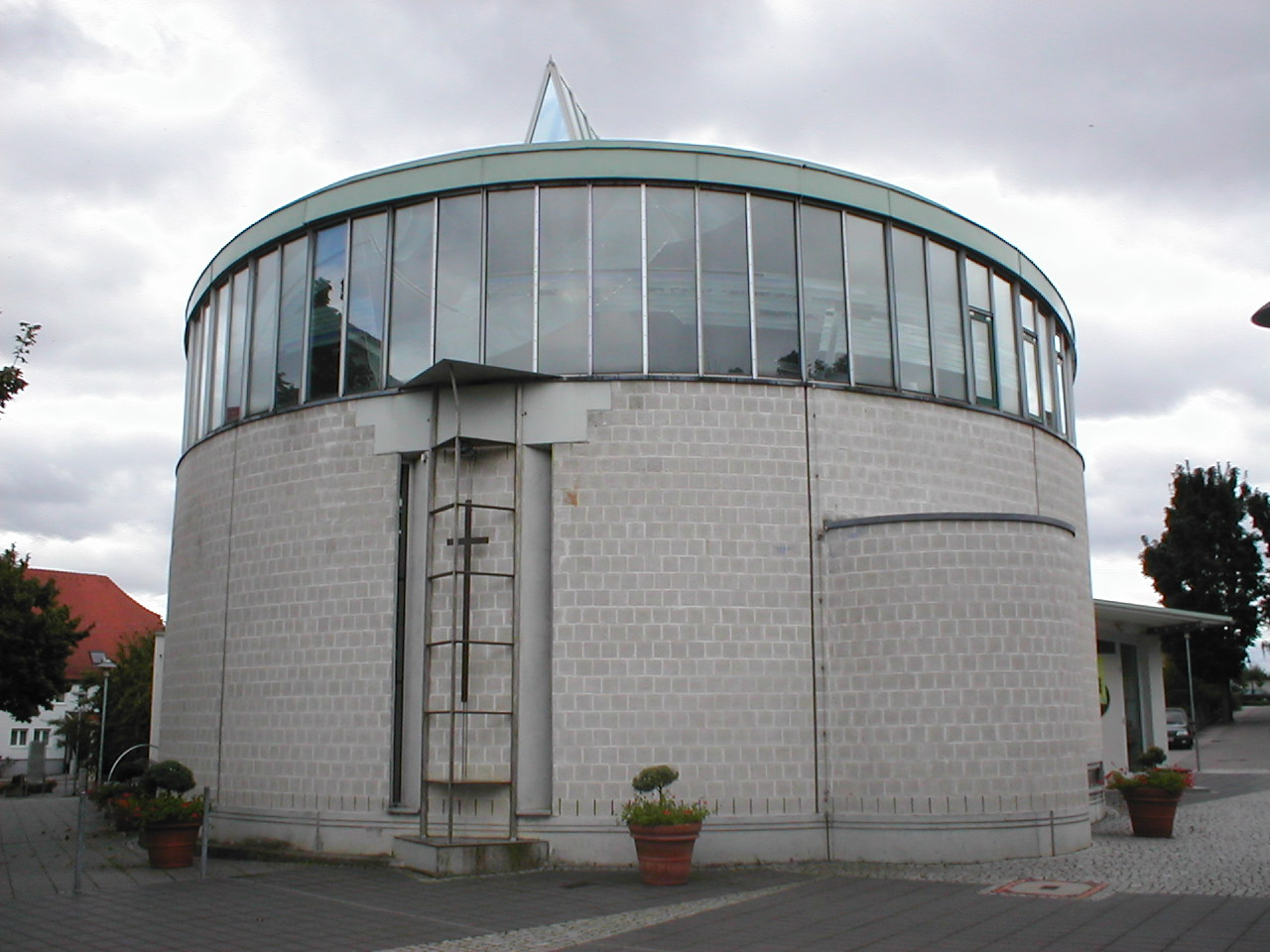
Kath. Kirche St. Franziskus
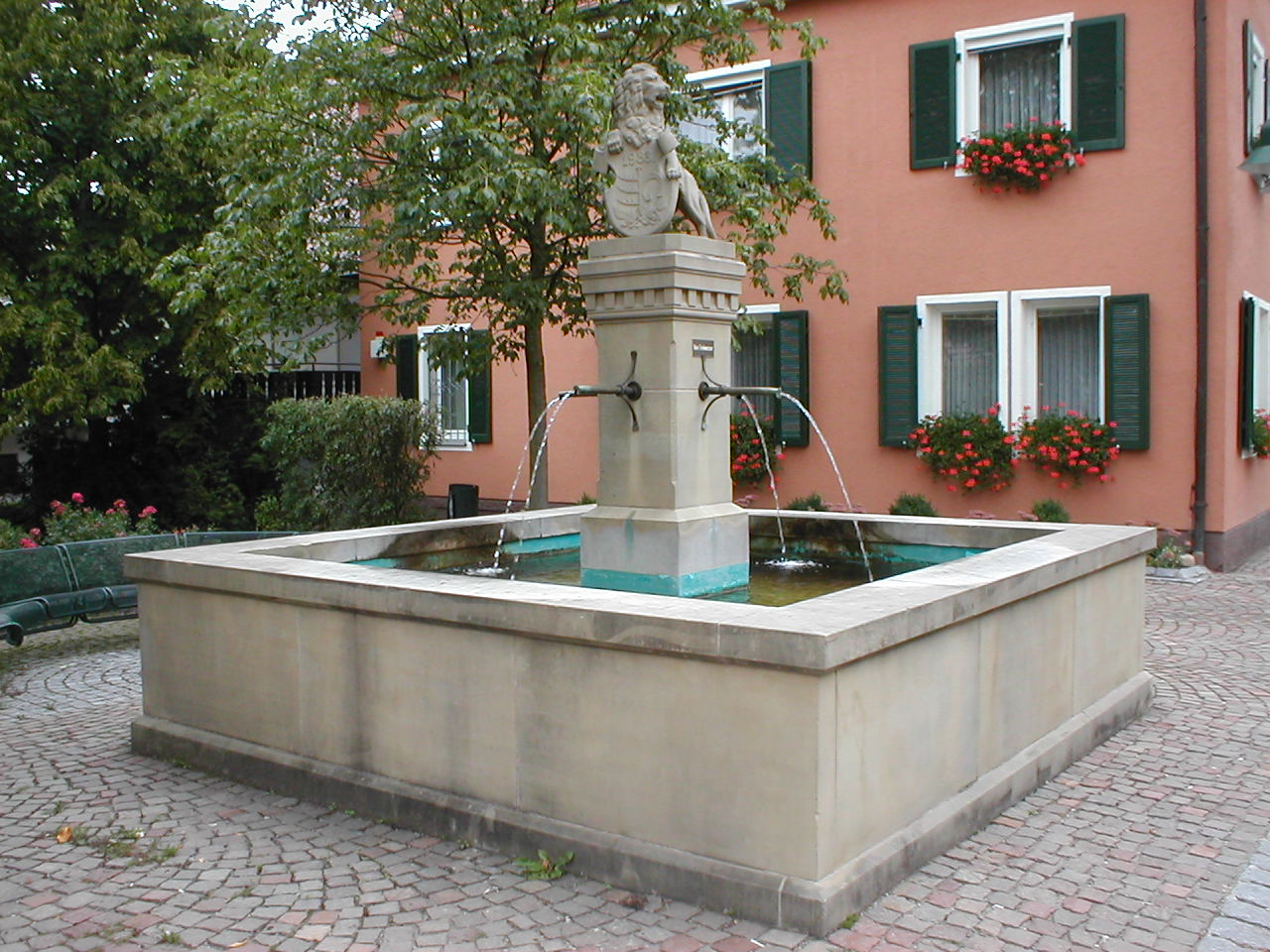
Dorfbrunnen
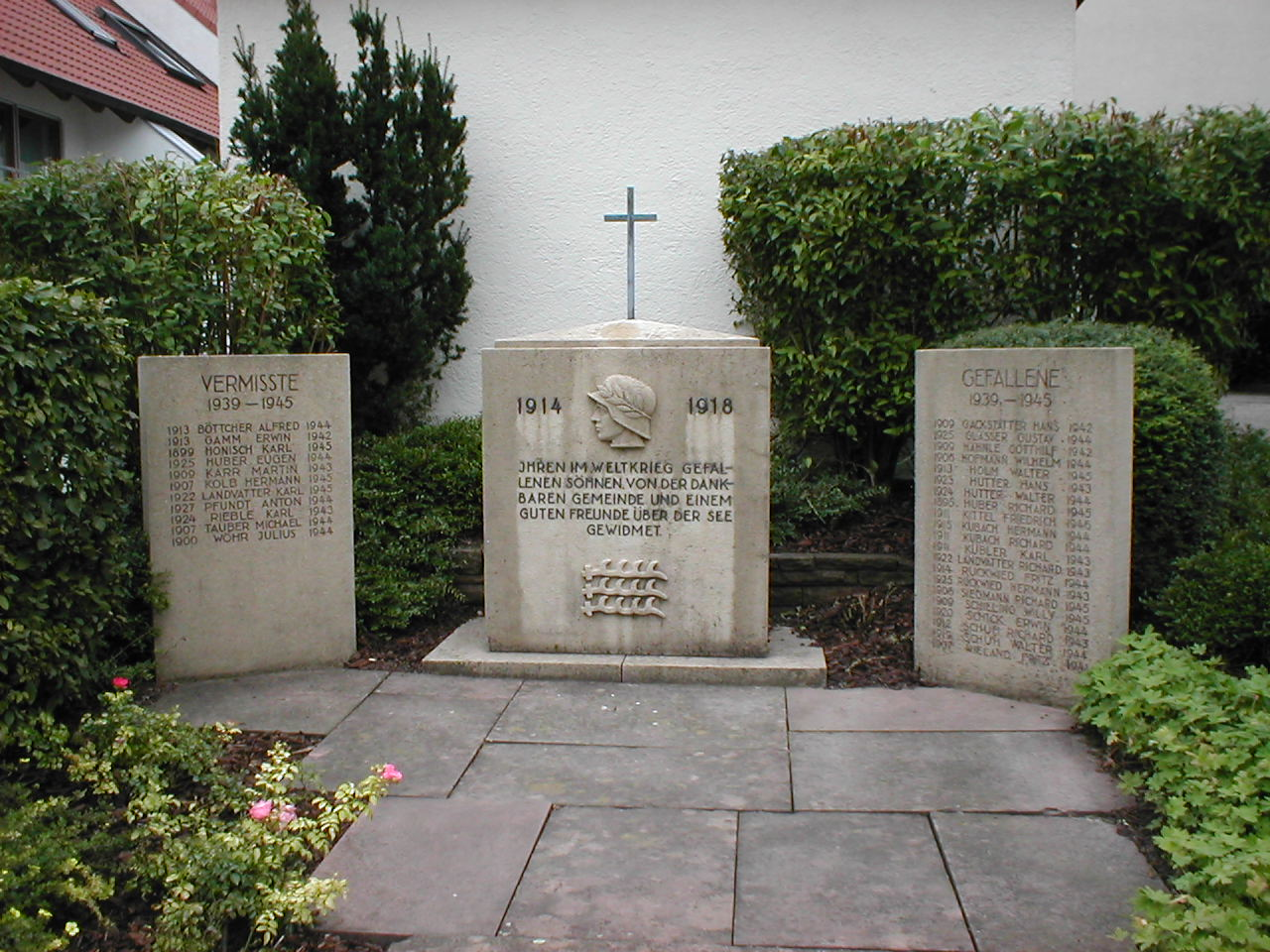
Kriegerdenkmal

### Neckname
Der Neckname der Untereisesheimer ist Schlappenscheißer. Der Ortsname korrespondiert mit dem Necknamen Zwetschgenmärtle für die Obereisesheimer und soll auf die derbe Bestrafung eines Obereisesheimer Zwetschgendiebes durch den Untereisesheimer Schuhmacher Jakob Grauf im Jahr 1861 zurückgehen.

## Wirtschaft und Infrastruktur

### Industrie und Gewerbe

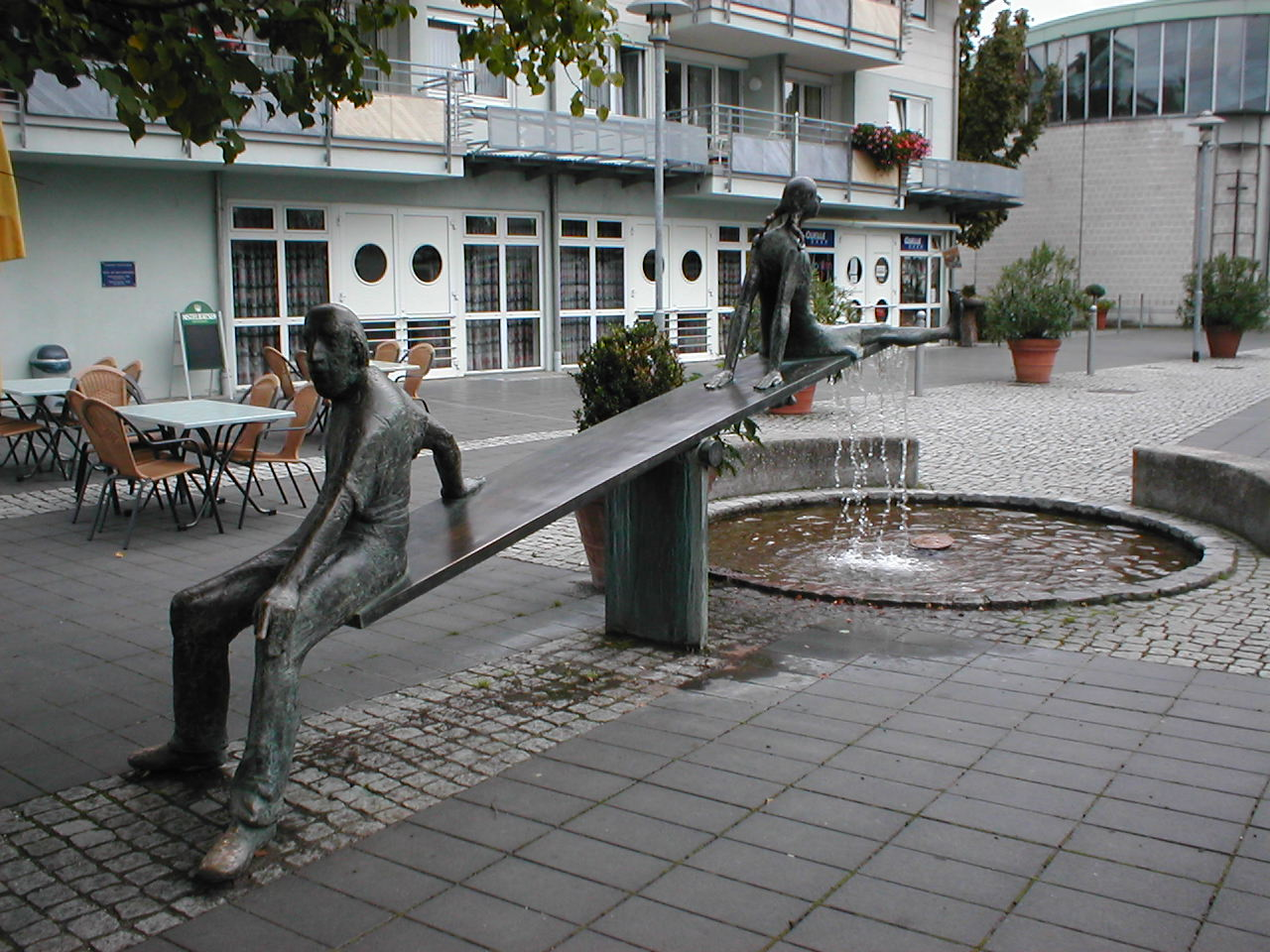
Figurenbrunnen am Kelterplatz

Untereisesheim ist überwiegend Wohngemeinde. Schwerpunkte der Arbeitsplätze der Einwohner sind Heilbronn und Neckarsulm. Seit ca. 1985 haben sich im Gewerbegebiet Kressgraben eine Reihe von mittelständischen Unternehmen angesiedelt.

### Landwirtschaft
Die etwas über 200 ha an landwirtschaftlich genutzter Fläche werden zu ca. 90 % als Ackerland genutzt. Die Zahl der landwirtschaftlichen Betriebe im Ort ging von 1979 bis 2007 von 16 auf sechs zurück. Davon sind (Stand 2007) zwei Haupterwerbsbetriebe und vier Nebenerwerbsbetriebe.
Untereisesheim ist auch ein traditioneller Weinbauort, dessen Lagen zur Großlage Staufenberg im Bereich Württembergisch Unterland des Weinbaugebietes Württemberg gehören. Die Anbaufläche ist mit ca. 7 ha jedoch sehr klein.

### Verkehr
Untereisesheim liegt unweit der Bundesautobahn 6 (Saarbrücken–Waidhaus), Anschlussstelle Heilbronn-Untereisesheim. Mit einem Verkehrsaufkommen von mehr als 10000 Fahrzeugen pro Tag stellt die Ortsdurchfahrt (Landesstraße 1100) eine enorme Belastung für die Gemeinde dar. Die geplante Umgehungsstraße wurde vom Regierungspräsidium Stuttgart aus finanziellen Gründen zunächst auf unbestimmte Zeit zurückgestellt.
Der Öffentliche Nahverkehr wird durch Busse abgedeckt, ein Bahnanschluss ist nicht vorhanden.

### Medien
Über das Geschehen in Untereisesheim berichtet die Tageszeitung Heilbronner Stimme in ihrer Ausgabe N, Landkreis Nord. Das wöchentliche Mitteilungsblatt der Gemeinde erscheint im Verlag Nussbaum Medien, Bad Friedrichshall.

### Bildung
In Untereisesheim bestehen zwei gemeindliche Kindergärten.
Eine Grundschule befindet sich am Ort. Weiterführende Schulen, die von Schulbussen angefahren werden, sind in Obereisesheim (Hauptschule), Neckarsulm (Realschule, Gymnasium) und Bad Wimpfen (Gymnasium).
Darüber hinaus unterhält die Volkshochschule Unterland in Untereisesheim eine Außenstelle.
Die Gemeindebücherei von Untereisesheim verfügt über einen Bestand von 10000 Medien.